# Lent de contacte

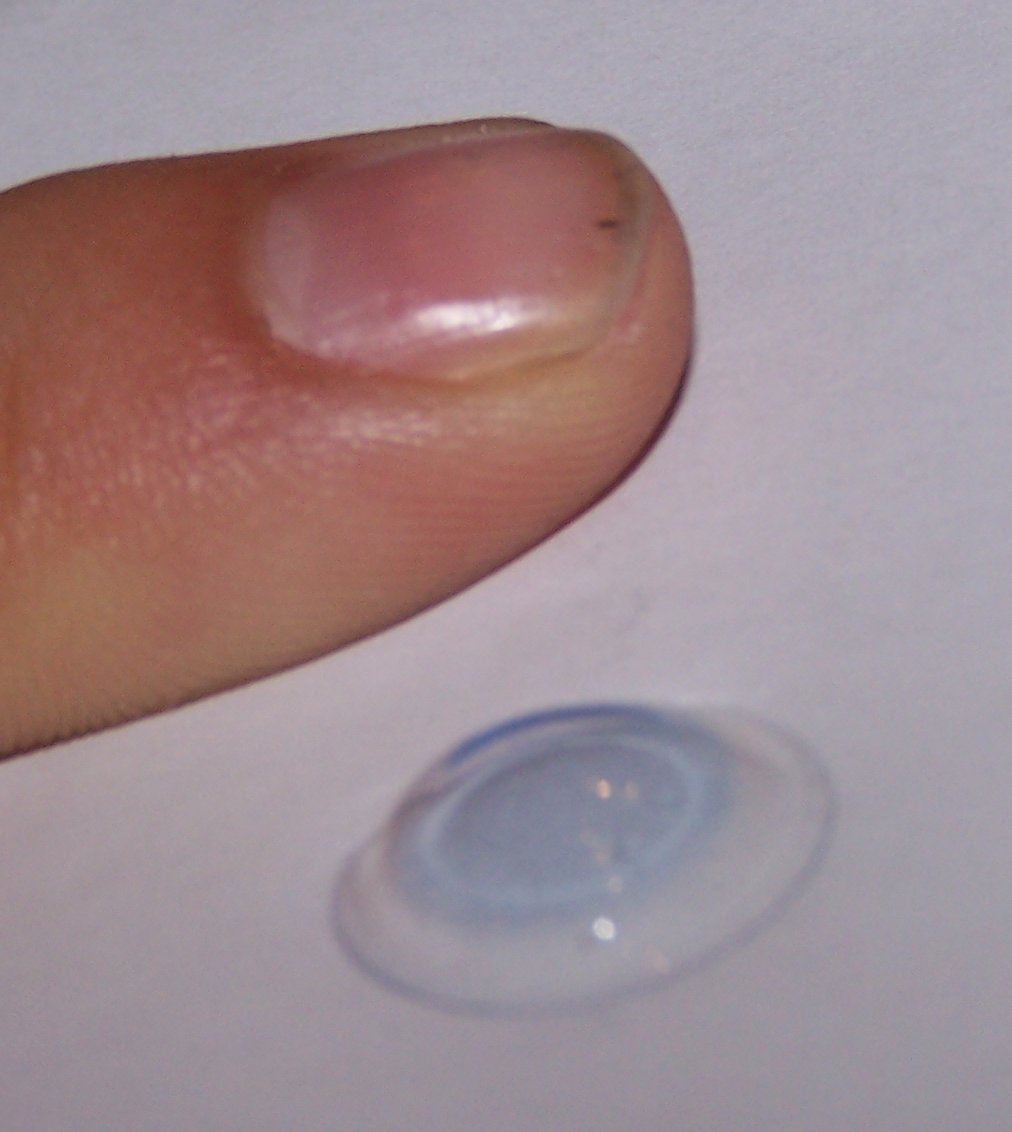
Lent de contacte.

Les lents de contacte o lentilles són unes lents correctores o cosmètiques que es posen a l'ull, concretament sobre la capa lacrimal que protegeix i lubrica la còrnia. Aquestes lents són producte sanitari i han de complir tots els requisits d'aquests. Com a correctores, serveixen per a corregir l'ametropia.
L'any 2018 es va publicar un estudi advertint del perill de llençar les lents de contacte al desaigüe, doncs l'arribada de les lents a rius i mars pot provocar greus contaminacions per microplàstics que poden afectar la vida marina i, a través del consum de peixos, als éssers humans.

## Història

### Orígens i primers prototips funcionals
Leonardo da Vinci se sol acreditar amb la introducció de la idea de lents de contacte en el seu "Codex of the eye 1508, Manual D", on va descriure un mètode per alterar directament el poder de la còrnia submergint el cap en un recipient d'aigua o portant un hemisferi de vidre ple d'aigua sobre l'ull. Cap idea era pràcticament implementable en el temps de Da Vinci.: no va suggerir que la seva idea s'utilitzés per corregir la visió, ja que estava més interessat a conèixer els mecanismes d'allotjament de l'ull
Descartes va proposar una altra idea el 1636: un tub de vidre ple de líquid col·locat en contacte directe amb la còrnia. L'extrem sobresortit consistia en un vidre clar, modelat per corregir la visió; no obstant això, la idea era impracticable, ja que feia impossible parpellejar.
El 1801 Thomas Young va fer un parell de lents de contacte bàsiques basades en el model de Descartes. Va usar la cera per fixar els ulls plens d'aigua als ulls, la qual cosa va neutralitzar el seu poder de refracció. Després es va corregir amb un altre parell de lents.
Tanmateix, igual que el de Da Vinci, el dispositiu de Young no tenia la intenció de corregir els errors de refracció. John Herschel, en una nota a peu de pàgina de l'edició de 1845 de l'Enciclopèdia Metropolitana, va plantejar dues idees per a la correcció visual: la primera "una càpsula esfèrica de vidre plena de gelatina animal", i "un motlle de la còrnia" que podria impressionar-se en "algun tipus de mitjà transparent". Encara que Herschel no va provar mai aquestes idees, van ser avançades per diversos inventors independents, com els hongaresos Dallos amb István Komáromy (1929), que va perfeccionar un mètode per fer que els motlles fossin ulls vius. Això va permetre la fabricació de lents que, per primera vegada, es van conformar amb la forma real de l'ull.
El 1888, l'oftalmòleg alemany Adolf Gaston Eugen Fick va construir i muntar la primera lent de contacte exitosa. Mentre treballava a Zúric, va descriure la fabricació de closques de contacte escleral afocal, que es recolzaven a la vora menys sensible del teixit al voltant de la còrnia i els ajustava experimentalment; inicialment en els conills, després en si mateix, i finalment en un petit grup de voluntaris. Aquestes lents eren de vidre bufat pesat i eren de 18-21 mm (0,71-0,83 in) de diàmetre. Fick va omplir l'espai buit entre la còrnia i el vidre amb una solució de dextrosa. Publicà el seu treball, "Contactbrille", a la revista Archiv für Augenheilkunde al març de 1888.
La lent de Fick era gran i manejable, i només es podia usar durant un parell d'hores a la vegada. August Müller, a Kiel, Alemanya, va corregir la seva pròpia miopia greu amb una lent de contacte escleral de vidre bufat més convenient de la seva pròpia fabricació el 1888.
També en 1887, Louis J. Girard va inventar una forma escleral similar de lent de contacte. Les lents esclerals de vidre bufat es van mantenir com l'única forma de lent de contacte fins a la dècada de 1930 quan es va desenvolupar Perspex / Plexiglas, que permetia fabricar lents esclerals de plàstic per primera vegada. El 1936, l'optometrista William Feinbloom va introduir plàstic en lents, fent-los més lleugers i més còmodes. Aquestes lents eren una combinació de vidre i plàstic. El 1939, l'optometrista hongarès Dr István Györffy va produir primeres lents plàstiques. Posteriorment, el 1940, l'optometrista alemany Heinrich Wöhlk va produir lents plàstiques totalment, a partir d'experiments realitzats durant la dècada de 1930.

### Lents corneals i rígides (1949-1960)
El 1949 es van desenvolupar les primeres lents "corneals". Aquests eren molt més petits que les lents esclerals originals, ja que només es van asseure a la còrnia i no a la superfície ocular visible, i es podien gastar fins a setze hores al dia. Les lents corneals de metacrilat de polimetilme (PMMA) es van convertir en les primeres lents de contacte per tenir un atractiu massiu durant els anys 60, ja que els dissenys de lents es van fer més sofisticats amb la millora de la tecnologia de fabricació. El 18 d'octubre de 1964, en un estudi de televisió a Washington, D C, Lyndon Baines Johnson es va convertir en el primer president de la història d'aquests Estats Units a presentar-se en públic amb lents de contacte sota la supervisió del Dr. Alan Isen, que va desenvolupar les primeres lents de contacte suau viable comercialment als Estats Units. Les primeres lents corneals dels anys cinquanta i seixanta eren relativament cars i fràgils, el que va provocar el desenvolupament d'un mercat per a l'assegurança de lents de contacte. Replacement Lens Insurance, Inc. (ara conegut com a RLI Corp.) va eliminar gradualment el seu producte estrella original el 1994 després que les lents de contacte es tornessin més assequibles i més fàcils de reemplaçar.

## Fabricació
Normalment, les lents de contacte suau es produeixen en massa, mentre que les rígides es realitzen a mida de les especificacions exactes per al pacient individual.
- Lents spin-cast: una lent suau fabricada per silicona líquid giratori en un motlle giratòria a alta velocitat.[15]
- Gir de diamant: aquest tipus es talla i polida en un torn de CNC[15] La lent s'inicia com un disc cilíndric que es troba a les mordasses del torn que està equipat amb un diamant de grau industrial com a eina de tall. El torn CNC pot girar al voltant de 6000 RPM, ja que el tallador elimina la quantitat de material desitjada des de l'interior de la lent. La superfície còncava (interior) de la lent es polida amb una mica de pasta fina abrasiva, oli i una petita bola de cotó de polièster girada a altes velocitats. Per mantenir la delicada lent en sentit contrari, la cera s'utilitza com a adhesiu. La superfície convexa (exterior) de la lent es tanca i polida pel mateix procés. Aquest mètode es pot utilitzar per formar lents rígides i suaus. En el cas de softs, la lent es talla d'un polímer deshidratat que és rígid fins que es reintrodueixi l'aigua.
- Moldejat: modelat s'utilitza per fabricar algunes marques de lents de contacte suau. Es fan servir motlles rotatius i el material fos s'afegeix i es forma mitjançant forces centrípetes. L'emmotllament per injecció i el control per ordinador també s'utilitzen per crear lents gairebé perfectes.[16] [57] La lent es manté humida durant tot el procés d'emmotllament i mai s'asseca i es reactiva.

Moltes empreses fan lents de contacte. Als Estats Units, hi ha cinc grans fabricants:
- Novartis: a través de la filial Alcon.
- Valeant Pharmaceuticals: a través de la seva filial de Bausch & Lomb.
- Les empreses Cooper: a través de la seva filial CooperVision.
- Johnson & Johnson; fabricant de lents d'Acuvue.
- Contactes especialitzats de X-Cel; fabricant de lents Westcon.